# Щербаков, Александр Тимофеевич
Александр Тимофеевич Щербаков (27 января 1927, Лох, Саратовская губерния — 11 апреля 2014, Саратов) — советский передовик производства в авиационной промышленности. Герой Социалистического Труда (1973).

## Биография
Родился 27 января 1927 года в селе Лох (ныне — Новобурасского района Саратовской области) в крестьянской семье. Окончил школу-семилетку.
В 1943 году в 16 лет работал на завод «Авиаприбор», который был эвакуирован из Москвы в город Энгельс Саратовской области. В 1951 завод был переведен в город Саратов. Без отрыва от производства окончил Саратовский авиационный техникум.
А. Т. Щербаков стал на заводе одним из лучших слесарей-инструментальщиков, со времени сдал на высший разряд, получил право сдавать продукцию с личным клеймом качества.
28 апреля 1963 года «за отличие в труде» Указом Президиума Верховного Совета СССР А. Т. Щербаков был награждён Орденом Знак Почёта.
26 апреля 1971 года «закрытым» Указом Президиума Верховного Совета СССР «за выдающиеся заслуги в выполнении заданий пятилетнего плана 1966—1970 годов и создание новой техники» Александр Тимофеевич Щербаков был удостоен звания Героя Социалистического Труда с вручением Ордена Ленина и золотой медали «Серп и Молот».
А. Т. Щербаков избирался депутатом районного[какого?], городского и областного Советов народных депутатов, был делегатом 13-го съезда профсоюзов.
Скончался 11 апреля 2014 года в городе Саратове.

## Награды
- Медаль «Серп и Молот» (7.12.1973)
- Орден Ленина (26.04.1971)
- Орден Знак Почёта (28.04.1963)
- Медаль «За трудовое отличие» (11.01.1957)
- Медаль «За освоение целинных земель»